# کلودیو آرزنو
کلودیو آرزنو (انگلیسی: Claudio Arzeno؛ زادهٔ ۱۶ اکتبر ۱۹۷۰) بازیکن فوتبال اهل آرژانتین است.
از باشگاه‌هایی که در آن بازی کرده‌است می‌توان به باشگاه فوتبال لاس پالماس اشاره کرد.